# Коллеферро
Коллефе́рро (итал. Colleferro) — коммуна в Италии, располагается в области Лацио, подчиняется административному центру Рим.
Население составляет 21 536 человек (на 2004 г.), плотность населения составляет 742 чел./км². Занимает площадь 27 км². Почтовый индекс — 034. Телефонный код — 06.
Покровителем коммуны почитается святая Варвара. Праздник ежегодно празднуется 4 декабря.